# Connarus yunnanensis
Connarus yunnanensis är en tvåhjärtbladig växtart som beskrevs av G. Schellenb.. Connarus yunnanensis ingår i släktet Connarus och familjen Connaraceae. Inga underarter finns listade i Catalogue of Life.